# Ui (лінія ЛРТ, Сеул)
Ui (лінія ЛРТ, Сеул) (кор. 서울 경전철 우이신설선) — повністю підземна приватна лінія ЛРТ що доповнює систему метрополітену Сеула. 

## Історія
Будівництво лінії розпочалося 15 вересня 2009 року, в повному складі лінія відкрилася 2 вересня 2017 року. Лінія побудована приватним інвестором у власності якого вона знаходитиметься 30 років з дати відкриття. Рухомий склад складається з 36 вагонів, лінію обслуговують 18 автоматизованих двовагонних потягів, що живляться від третьої рейки. Незважаючи на те що лінія приватна, діють єдині з усією системою тарифи, пересадка між лініями також безкоштовна.

## Станції
Всі станції на лінії закритого типу з береговими платформами.
Станції з півночі на південь, від околиці к центру.
| Лінія Ui  |                                  |                  |                                |                       |                         |
| № станції | Назва українською                | Назва корейською | Назва англійською              | Розташування          | Пересадка               |
| S110      | «Букхансан Юі»                   | 북한산우이       | «Bukhansan Ui»                 | Район Кангбук, Сеул   |                         |
| S111      | «Парк Сольбат»                   | 솔밭공원         | «Solbat Park»                  | Район Кангбук, Сеул   |                         |
| S112      | «Національний цвинтар 19 квітня» | 4.19민주묘지     | «April 19th National Cemetery» | Район Кангбук, Сеул   |                         |
| S113      | «Каорі»                          | 가오리           | «Gaori»                        | Район Кангбук, Сеул   |                         |
| S114      | «Хвакьо»                         | 화계             | «Hwagye»                       | Район Кангбук, Сеул   |                         |
| S115      | «Сам'янг»                        | 삼양             | «Samyang»                      | Район Кангбук, Сеул   |                         |
| S116      | «Самянг сагорі»                  | 삼양사거리       | «Samyangsageori»               | Район Кангбук, Сеул   |                         |
| S117      | «Сольсем»                        | 솔샘             | «Solsaem»                      | Район Кангбук, Сеул   |                         |
| S118      | «Букхансан Богукмун»             | 북한산보국문     | «Bukhansan Bogungmun»          | Район Сонгбук, Сеул   |                         |
| S119      | «Чонгнинг»                       | 정릉             | «Jeongneung»                   | Район Сонгбук, Сеул   |                         |
| S120      | «Жіночій університет Сонгсін»    | 성신여대입구     | «Sungshin Women's University»  | Район Сонгбук, Сеул   | Четверта лінія          |
| S121      | «Бонум»                          | 보문             | «Bomun»                        | Район Сонгбук, Сеул   | Шоста лінія             |
| S122      | «Сінсольдонг»                    | 신설동           | «Sinseol-dong»                 | Район Донгдемун, Сеул | Перша лінія Друга лінія |

## Галерея

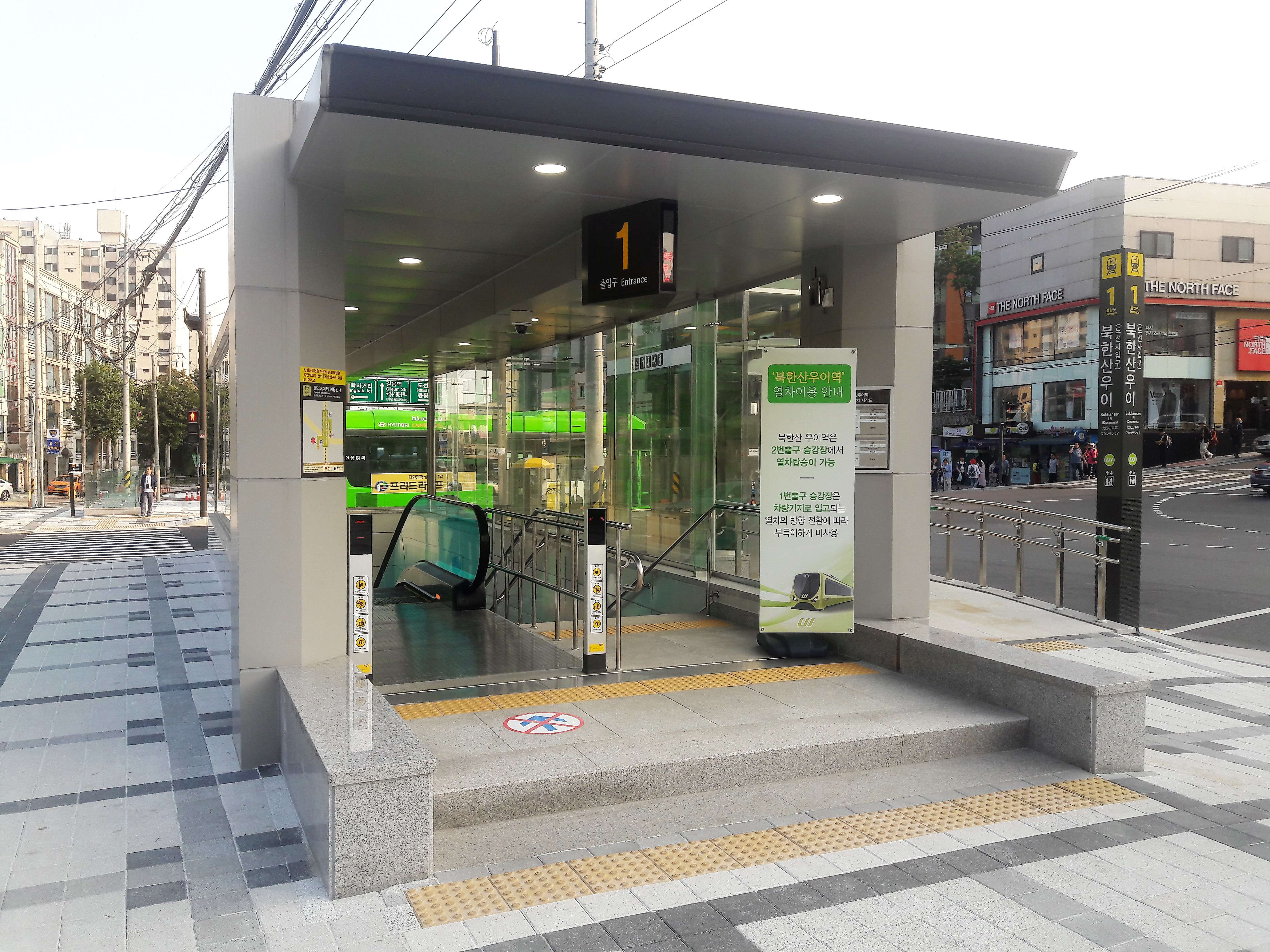
Вихід зі станції «Букхансан Юі»
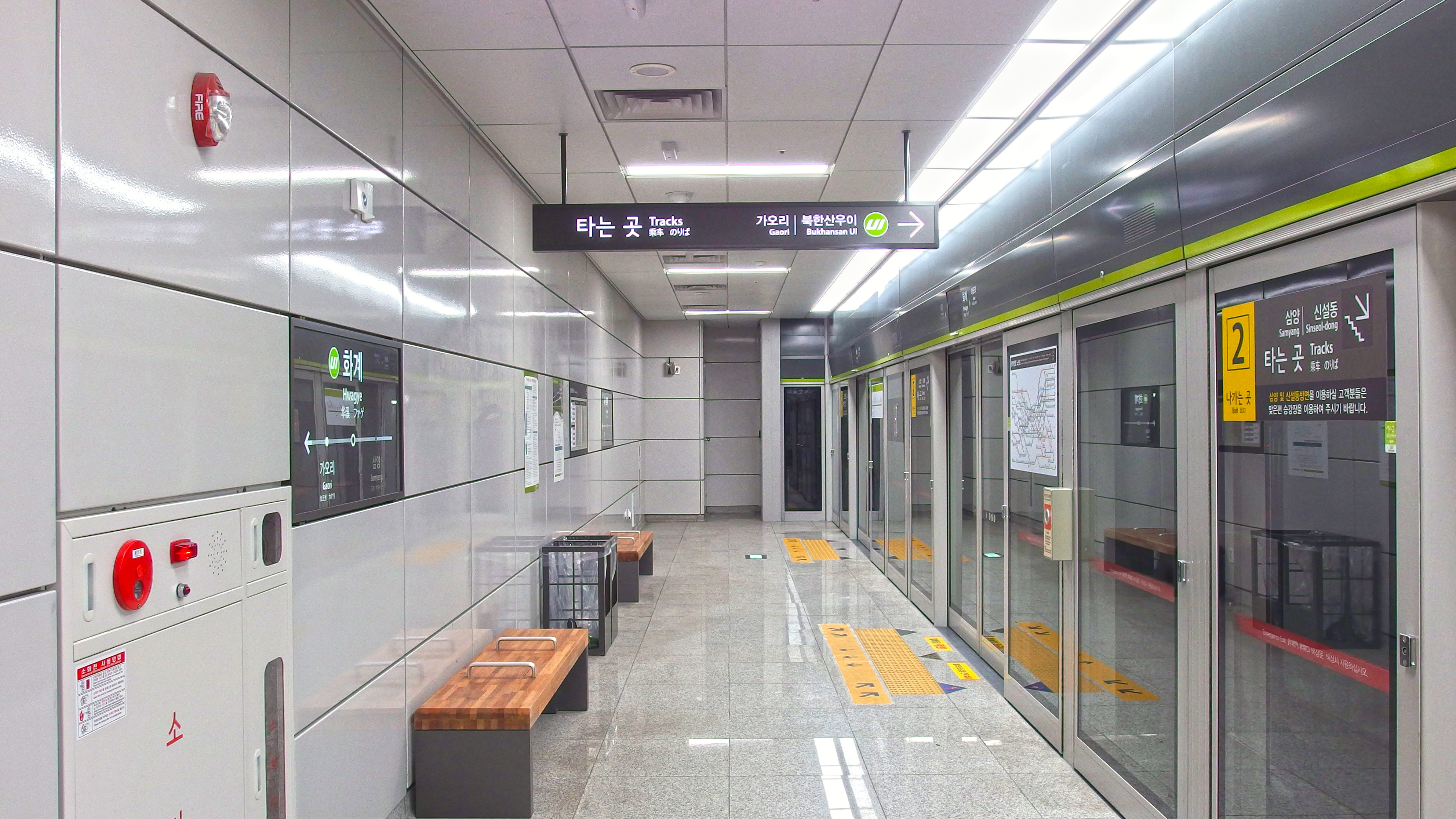
Платформа станції «Хвакьо»
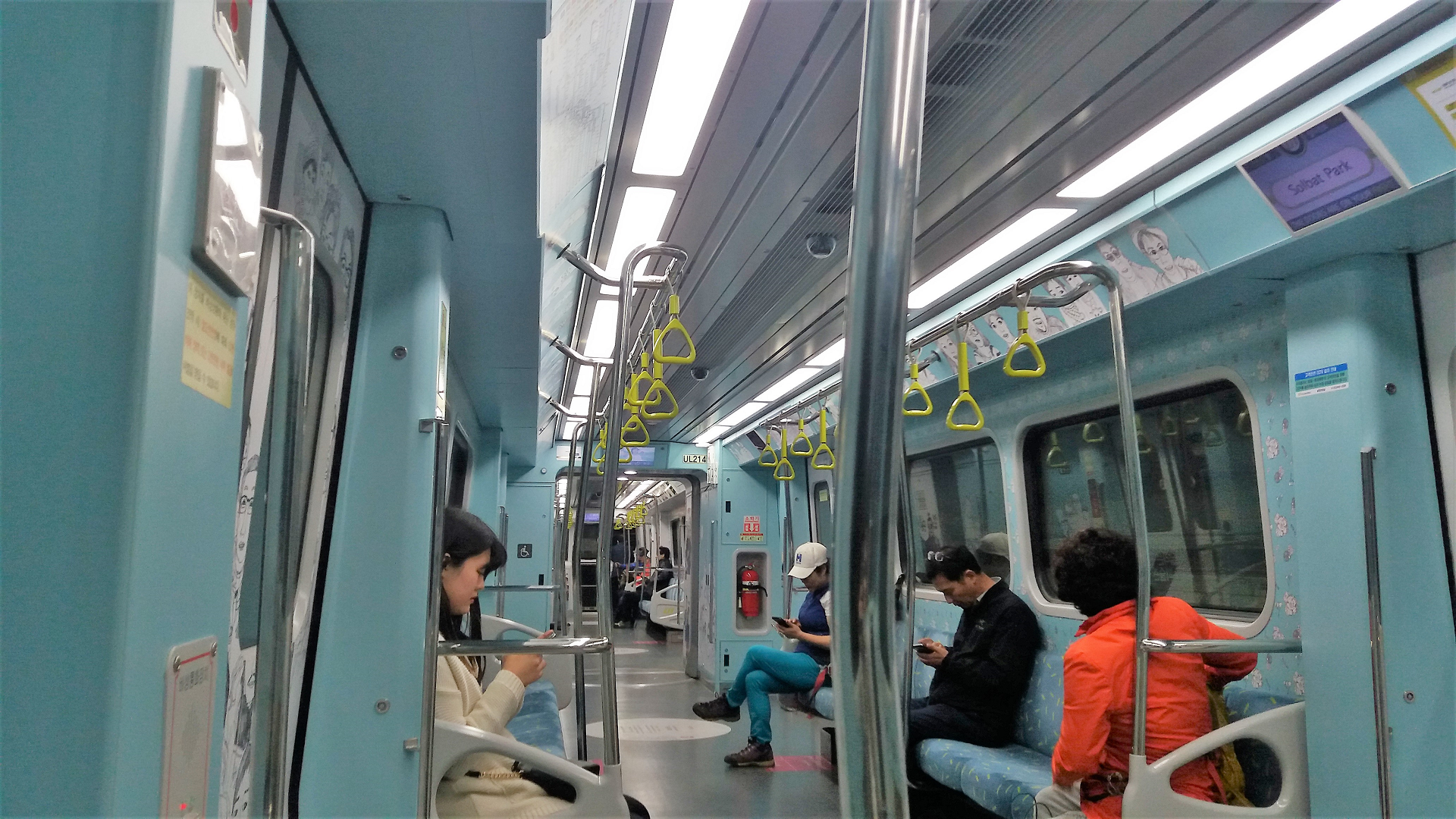
Всередині потягу
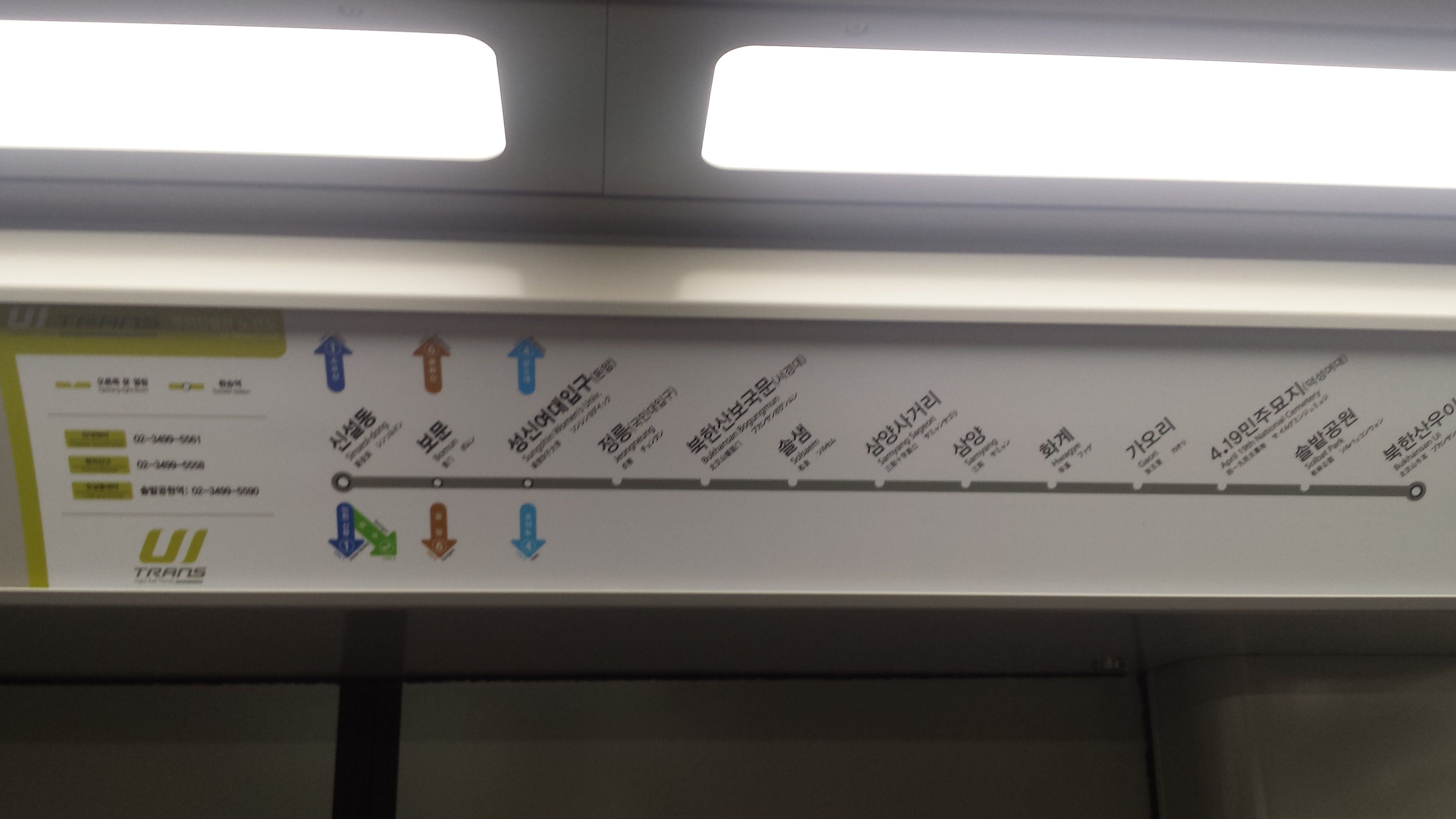
Мапа лінії у вагоні